# Кли, Виктор
Виктор Л. Кли, младший — математик, специализирующийся в выпуклой геометрии, функциональном анализе, анализе алгоритмов, оптимизации и комбинаторике.
Провёл почти всю свою карьеру в Университете штата Вашингтон в Сиэтле.

## Биография
Родился в Сан-Франциско, получил окончил с отличием колледж Помона и получил степень бакалавра в 1945 году, по специальностям математика и химия.
Защитил диссертацию в Виргинском университете в 1949 году.
После обучения в течение нескольких лет работал в Университете Вирджинии.
В 1953 году переехал в Вашингтонский университет в Сиэтле, штат Вашингтон, где он был преподавателем в течение 54 лет.

## Вклад
- Задача о картинной галерее.
- Многогранник Кли.

## Избранная библиография
- Данцер Л., Грюнбаум Б., Кли В. Теорема Хелли и ее применения. — М.: Мир, 1968. — 159 с.

## Признание
- Президент математической Ассоциации Америки с 1971 по 1973 год.[4]
- Премия Лестера Форда[англ.], 1972 год.[5]
- Премия Макса Планка (1992).